# Kathedrale zu Karosta

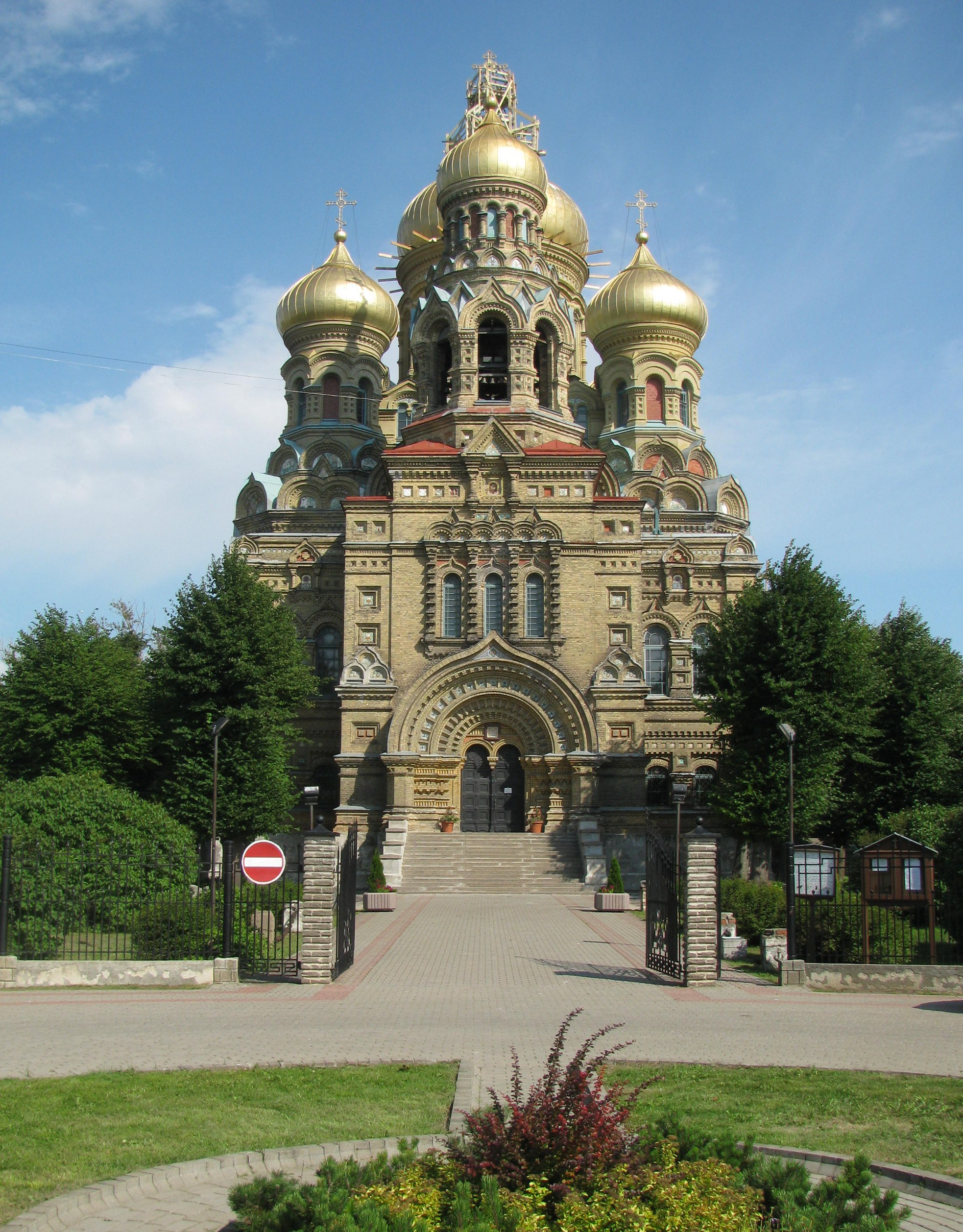
Fassade

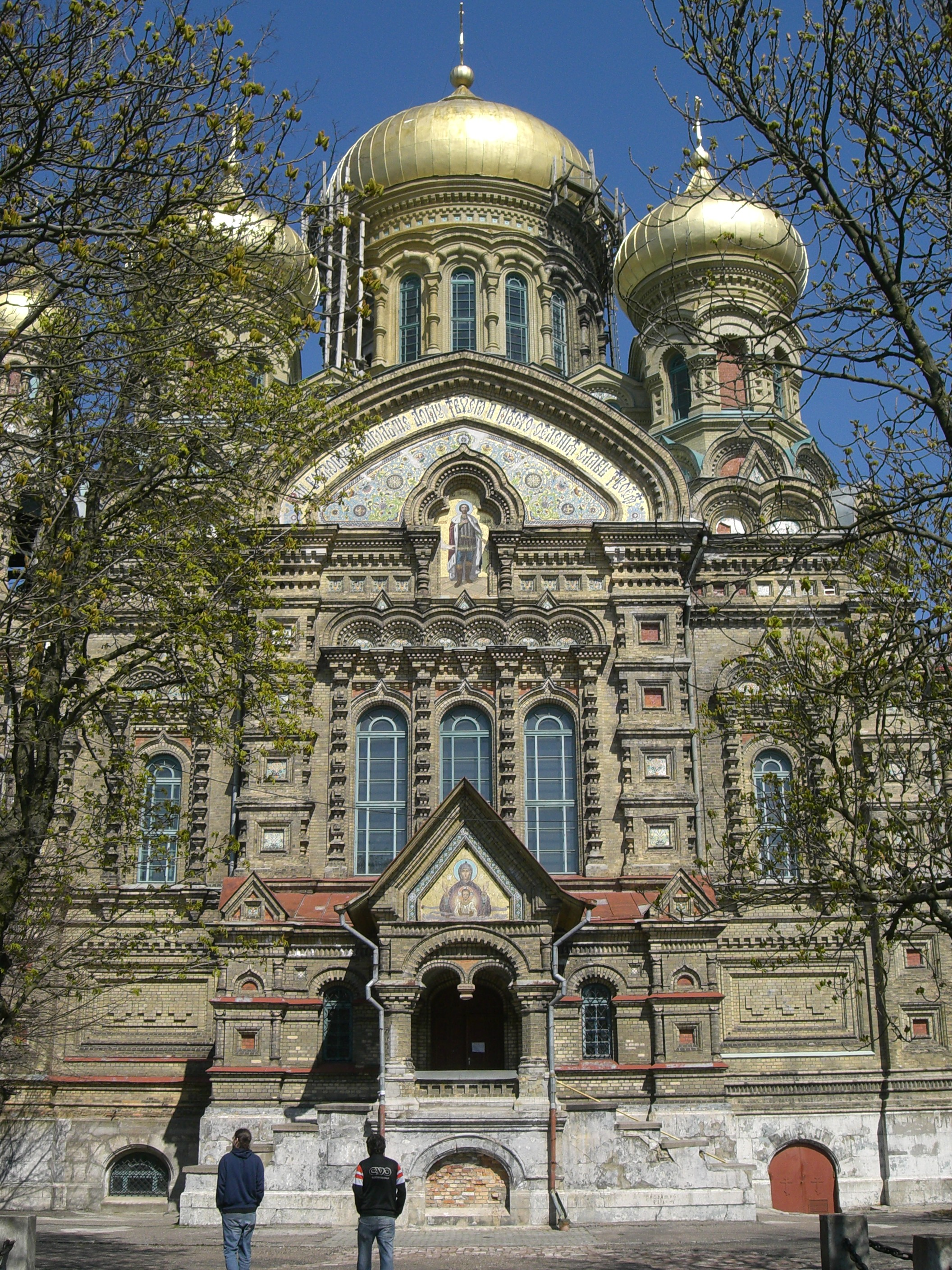
Seitenansicht

Die Nikolaus-Kathedrale (Liepājas Svētā Nikolaja pareizticīgo Jūras katedrāle)  im Stadtteil Karosta der lettischen Stadt Liepāja ist eine russisch-orthodoxe Kathedrale.
Der Bau der Kirche begann 1901, die Weihe erfolgte 1903 durch Zar Nikolaus II. persönlich. Sie wurde dem Heiligen der Seefahrer, dem Heiligen Nikolaus geweiht. Die Bauart lehnt sich an russisch-orthodoxe Kirchen des 17. Jahrhunderts an. Die Bauleitung hatten die Petersburger Architekten Sergei Gelensowski und Wassili Kossjakow inne. Der Bau wurde teilweise vom russischen Zarenhaus unterstützt, die Herrscherfamilie war bei dem ersten Gottesdienst in der Kirche auch anwesend. Sie besitzt eine goldene Haupt- und vier goldene Seitenkuppeln, welche Jesus und vier Apostel symbolisieren. Während des Ersten Weltkriegs wurden die wertvollsten Gegenstände, wie die Glocken und die Ikonostase, nach Russland ausgelagert.
Während der Sowjetzeit wurde die Kirche als Sporthalle und später als Kinosaal genutzt, wobei ein Großteil der Inneneinrichtung ruiniert wurde. Erst nach Wiedererlangung der lettischen Unabhängigkeit wurde St. Nikolaus wieder als Kirche geweiht. Die Restaurierung begann 1994 und ist heute zum Großteil abgeschlossen.

## Referenzen
- karostacietum.lv (Memento vom 23. August 2014 im Internet Archive) (englisch)

Koordinaten: 56° 33′ 10,6″ N, 21° 0′ 44,6″ O